# Briggs v. Elliott
Briggs v. Elliott was een Amerikaanse rechtszaak in de jaren '50, die samen met drie andere gecombineerd werd als Brown v. Board of Education en leidde tot de afschaffing van rassenscheiding op openbare scholen. Briggs v. Elliott kwam oorspronkelijk uit Summerton in South Carolina.
In 1948 diende Robert Carter, een advocaat van de NAACP, een klacht in bij een districtsrechtbank om ervoor te zorgen dat zwarte kinderen, die altijd naar school moesten lopen, voorzien werden van een bus. De zaak werd ingediend in naam van een lokale kleurling, Levi Pearson, wiens kinderen meer dan tien kilometer moesten lopen voordat ze bij hun school waren. De rechter wees de eis af, omdat Pearsons boerderij dichter bij een school zou liggen dan diegene waar zijn kinderen opdat moment werden onderwezen. Uit wraak weigerde de blanke bevolking van Summerton nog zijn producten te kopen.
De NAACP stemde in 1949 toe om een petitie te sponsoren die gelijke rechten voor iedereen eiste. De petitie werd geschreven door de burgerrechten-activiste Modjeska Simkins en de dominee Joseph DeLaine, en ondertekend door zo'n twintig zwarte burgers. Minstens vijf van hen werden ontslagen, en een aantal moest werk zoeken in een andere staat. In mei 1951 werd de zaak gehoord door de districtsrechtbank; twee van de rechters stelden de aanklagers in het ongelijk. De derde, Waties Waring, schreef dat "uit rassenscheiding sowieso ongelijkheid voortvloeit". Hoewel de rechtbank Summerton wel opdroeg de leerlingen van gelijke faciliteiten te voorzien, bleven de gescheiden scholen legaal. De NAACP ging in hoger beroep bij het Federale Gerechtshof. Daar werd de zaak gecombineerd met Brown v. Board of Education uit Kansas, Davis v. County School Board of Prince Edward County (Virginia) en Gebhart v. Belton (Delaware). Hoewel Briggs de eerste rechtszaak was die aan het Hooggerechtshof werd voorgelegd, koos men ervoor om de zaak te noemen naar de aanklacht uit Kansas, zodat men segregatie niet zou zien als een typisch zuiderse zaak.
Op 17 mei 1954 beslisten de negen rechters van het hooggerechtshof unaniem dat rassenscheiding op openbare scholen een schending vormde van de gelijkheidsclausule van het veertiende amendement van de Amerikaanse Grondwet. Hoewel het een overwinning voor de NAACP was, liep het geheel uit op een drama voor lokale betrokkenen. Joseph DeLaines kerk werd in brand gestoken, en hijzelf overleefd ternauwernood een moordpoging; in 1955 verhuisde hij naar New York. Harry en Eliza Briggs, in wier naam de eis aan de rechtbank werd voorgelegd, raakten werkloos en moesten met hun kinderen noodgedwongen naar een noordelijke staat verhuizen.

## Gerelateerde onderwerpen
- Rassenscheiding
- NAACP
- ACLU
- Mensenrechten